# Cercocarpus montanus
Cercocarpus montanus là loài thực vật có hoa trong họ Hoa hồng. Loài này được Raf. mô tả khoa học đầu tiên năm 1832.

## Hình ảnh

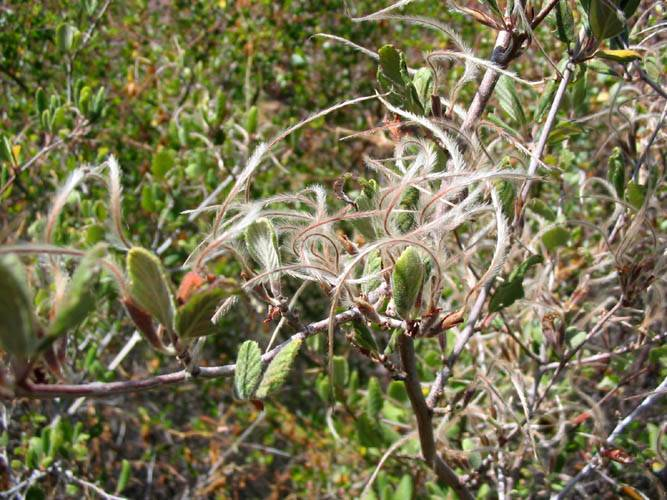
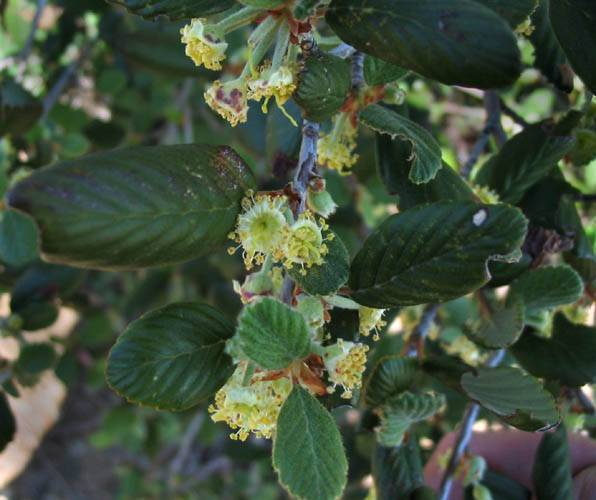
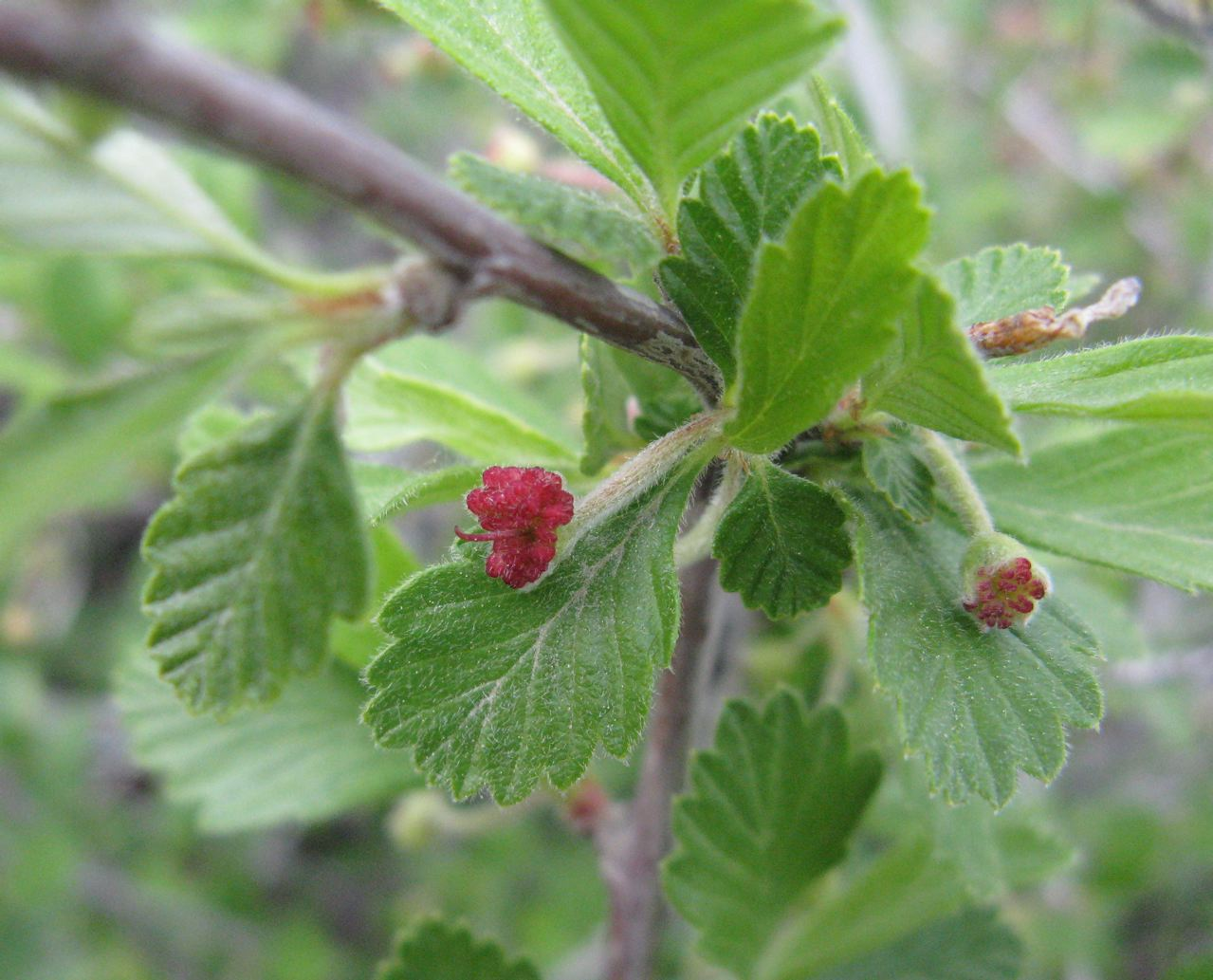
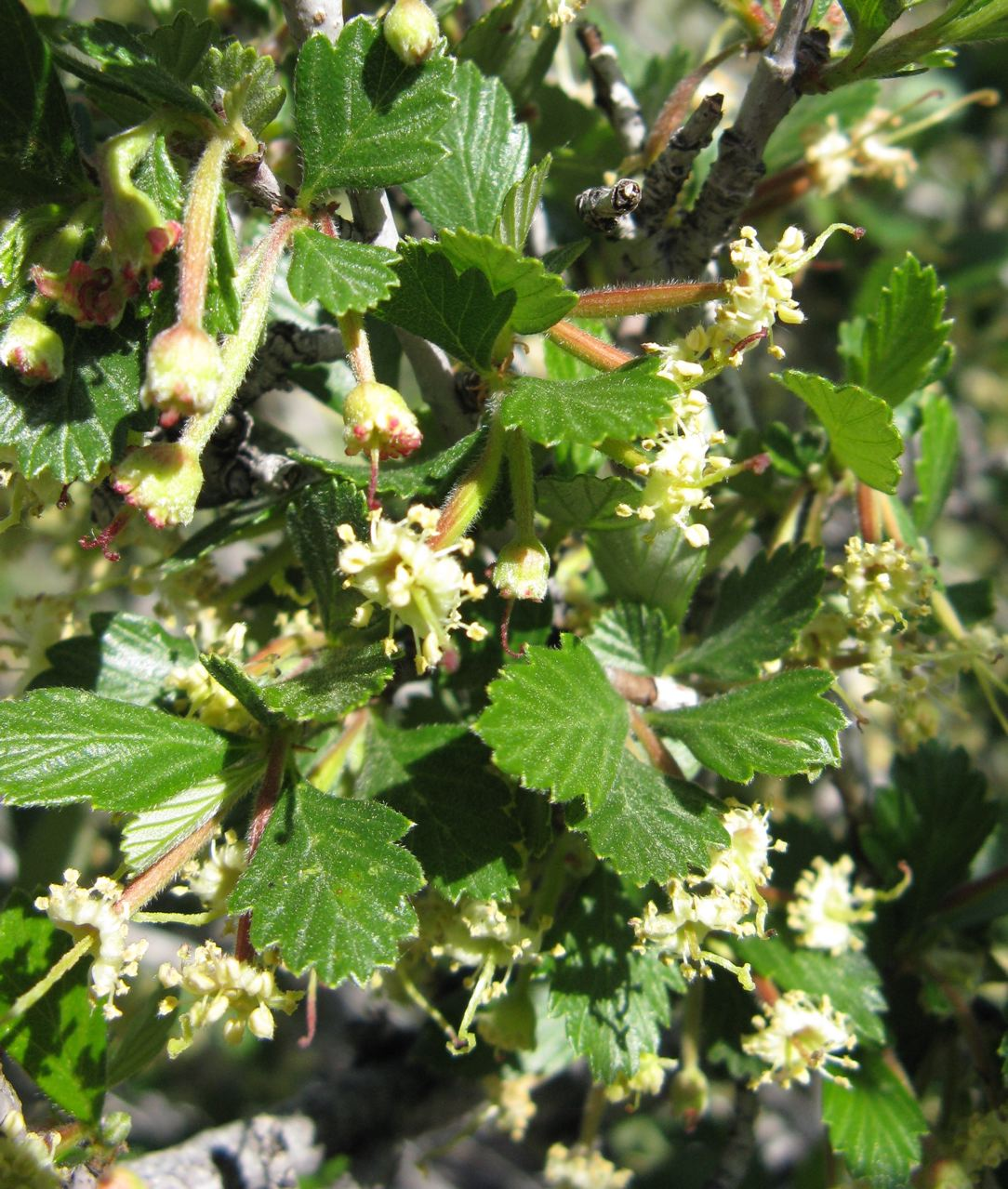